# The Eye (album King Diamond)
The Eye – piąty album studyjny duńskiej grupy King Diamond, wydany w roku 1990 przez wytwórnię Roadrunner Records. Kontynuuje on opowiadanie zwięzłej historii tak jak inne albumy zespołu, jednakże jest opowiadana inaczej. The Eye jest jedynym albumem na którym gra perkusista Snowy Shaw oraz ostatnie wystąpienie z zespołem dwójki muzyków kolejno Pete Blakk i Hal Patino. Wrócili oni na albumie Abigail II: The Revenge.

## Fabuła
Poprzednie albumy były opowiadane z punktu widzenia głównych bohaterów, na The Eye fabuła jest opowiadana z perspektywy narratora. Nie mogło zabraknąć tematów religijnych m.in. Chrześcijańskie okrucieństwo oraz prześladowanie rzekomych wiedźm. Przemoc seksualna z zakonnicami również ma tu miejsce.
Historia zaczyna się gdy bezimienny bohaterów znajduje tajemniczy naszyjnik, tytułowy "The Eye". Naszyjnik ten umożliwia mu/jej zobaczenie wydarzeń z przeszłości w których naszyjnik ten uczestniczył. Najpierw widzi oskarżoną wiedźmę o imieniu Jeanne Dibasson, która jest torturowana i palona na stosie. Następnie widzi historie dwóch małych dziewczynek które znajdują naszyjnik na stosie w kupie popiołu i kiedy patrzą w "oko", zostają przez nie zabite. Na samym końcu obserwuje historię Madeleine Bavent, zakonnicy pracującej w zakonie Louviers i znajdując naszyjnik decyduje się go włożyć. Krótko po gwałcie na niej przez księdza Davida postanawia użyć znaleziska by go zabić. Zrobiła to zmuszając go do spojrzenia w niego. Następująco pojawia się nowy kapelan, ksiądz Picard i zwołuje każdego do komunii oraz dodając dyskretnie do wina mszalnego substancję która pozwala mu kontrolować umysły innych. Pod wpływem kontroli grupa zakonnic porywa i rytualnie torturuje oraz zabija dzieci. W 1642 roku wszystkie były zaaresztowane i ukarane.
Główne części fabuły wydarzyły się naprawdę podczas Francuskiej Inkwizycji (1450-1670). Wszystkie postaci poniżej są prawdziwe oraz są z tego okresu czasowego:
1. Nicolas de la Reynie (wymawiane w tekście "Nicholas de Reymie"): Główny śledczy Chambre Ardente w Paryżu, we Francji.
2. Jeanne Dibasson: rzekoma wiedźma.
3. Madeleine Bavent: 18 letnia francuska zakonnica, która wstąpiła do zakonu w Louviers w 1625 po tym jak ksiądz ją uwiódł. Zmarła w więzieniu w roku 1647.
4. Ksiądz Pierre David: Kapelan zakonu w Louviers do jego śmierci w 1628
5. Ksiądz Mathurin Picard: Kapelan tego samego zakonu od 1628 do jego śmierci 1642.

## Lista utworów
1. Eye of the Witch (Diamond) - 3:47
2. The Trial (Chambre Ardente) (Diamond) - 5:13
3. Burn (Diamond) - 3:42
4. Two Little Girls (Diamond) - 2:41
5. Into the Convent (LaRocque, Shaw) - 4:47
6. Father Picard (Blakk) - 3:19
7. Behind These Walls (Diamond) - 3:45
8. The Meetings (LaRocque) - 4:31
9. Insanity (LaRocque) - 3:00
10. 1642 Imprisonment (LaRocque) - 3:31
11. The Curse (Diamond) - 5:42

## Twórcy
- King Diamond - śpiew
- Andy LaRocque - gitara
- Pete Blakk - gitara
- Hal Patino - gitara basowa
- Snowy Shaw - perkusja
- Roberto Falcao - instrumenty klawiszowe

## Pozycje na listach
| Lista         | Kraj              | Pozycja |
| ------------- | ----------------- | ------- |
| Billboard 200 | Stany Zjednoczone | 179     |